# 中国人民警察大学
中国人民警察大学（英語：China People's Police University），简称警察大学、警大，位于河北省廊坊市安次区西昌路220号，是直属中华人民共和国公安部的公安警察院校，是培养移民管理、出入境检查、涉外警务、特勤等类别指挥管理和专业技术警官的公安院校，为正司局级。

## 沿革

原中国人民武装警察部队学院校名题词。

1981年4月24日，经国务院批准，建立中国人民武装警察部队学院，为专科院校。
1983年，武警总部成立后，转隶武警总部。1983年，公安部人民警察干部学校消防专业并入武警学院，成为武警学院消防专业，招收在职干部，进行两年制大专学历教育。
1984年，开始招收专科生。1985年，开始招收本科生。1985年，武警部队进行第一次院校体制任务调整，武警学院消防专业移交武警技术学院，成立武警技术学院消防管理系和消防工程系；武警技术学院安检技术专业、武警专科学校边防专业培训任务并入武警学院；武警学院隶属武警总部领导。
1988年5月，《武警学术》1988年第8期刊登彭真最近为该学院题写的校名“中国人民武装警察部队学院”。
1990年，武警部队进行第二次院校体制任务调整，将武警学院划归公安部直属管理；武警技术学院消防管理系、消防工程系及消防专业移交武警学院，武警学院内卫系、政治系、高级系移交武警技术学院。
2004年，开始招收硕士研究生。
2017年1月11日，中华人民共和国教育部发出《中华人民共和国教育部高等学校章程核准书第101号（中国人民武装警察部队学院）》，内称：“根据《中华人民共和国高等教育法》《高等学校章程制定暂行办法》，你校党委会审议通过，并经公安部同意，报我部核准的《中国人民武装警察部队学院章程》，经教育部高等学校章程核准委员会评议，2016年12月16日经教育部2016年第49次部务会议审议通过，现予核准。”该章程中明确，“国务院公安部门是学院的主管部门”，“学院实行军事化管理，执行军队的条令条例和规章制度”，“学院实行校务委员会制度。校务委员会主任由国务院公安部门政治部主任兼任，成员单位由公安部相关业务局、中国海警局、河北省公安厅组成。”“中国共产党中国人民武装警察部队学院委员会是学院的领导核心。学院实行党委统一的集体领导下的首长分工负责制。”
2018年3月21日，根据中共中央印发的《深化党和国家机构改革方案》，公安边防部队、公安消防部队、公安警卫部队不再列武警部队序列，全部退出现役，现役编制全部转为人民警察编制。
2018年6月，经教育部批准，该校更名为中国人民警察大学。2018年9月6日，中国人民警察大学正式揭牌。
2019年3月，公安边防部队高等专科学校移交中国人民警察大学管理领导，组建中国人民警察大学广州校区。
2019年10月，经中央批准，任命牟玉昌为该校党委书记、马金旗为该校校长，明确为副部长级，授予副总警监警衔。

## 机构设置
中国人民警察大学设置下列部门（院系）：

| 机关职能部门 - 训练部 - 政治部 - 院务部 - 科研部 - 纪检审计室 分校区 - 中国人民警察大学广州校区（正司局级） | 教学部系 - 研究生部 - 边防系 - 消防工程系 - 消防指挥系 - 警卫系 - 部队管理系 - 进修系 - 基础部 - 维和培训部 - 成人教育培训部 驻外地单位 - 北戴河办事处 - 农场 - 训练基地 |

## 专业设置
2017年时，学院学科专业涵盖军事学、法学、工学、管理学等学科门类，拥有法学、安全科学与工程、公安学、公安技术、军队指挥学、军队政治工作学共6个硕士学位授权一级学科，开设边防管理、边防指挥、消防工程、火灾勘查、消防指挥、抢险救援指挥与技术、核生化消防、电子信息工程、警卫学共9个本科专业。

## 历任领导

### 武警学院时期
| 中国人民武装警察部队学院院长 - 李兴武（1982年2月－1983年9月，负责人） - 方克（1983年9月－1985年7月12日，负责人） - 王常富 武警少将（1991年7月－1992年6月） - 孙中国 武警少将（1992年6月－1996年6月） - 史东辉 武警少将（1996年6月－2000年12月） - 柳晓川 武警少将（2000年12月－2003年3月） - 张世瑗 武警少将（2003年3月－2006年2月） - 杨隽 武警少将（2006年2月－2014年12月） - 马金旗 武警少将（2015年－2018年9月6日） 中国人民武装警察部队学院副院长 - 贾里（1983年7月－1985年7月12日，拟任；1985年7月12日任命并离职休养） - 李兴武（1984年5月4日－1985年7月12日离职休养） - 何兆祥（1985年7月12日－1987年9月6日离职休养） - 穆赫（1985年7月12日－1987年9月6日离职休养） - 方克（1985年7月12日任命并离职休养） - 王常富（1987年9月5日－1991年7月） - 熊发启（1988年1月7日－1990年5月21日） - 吴建勋（1990年5月21日－？） - 颜达材（1990年10月15日－？） ...... - 董希琳 武警少将（2016年－2018年9月6日） - 刘金增 武警少将（2016年－2018年9月6日） | 中国人民武装警察部队学院政治委员 - 潘澄 武警少将（1987年9月5日－1988年11月8日离职休养；1987年10月12日至1988年2月7日兼临时党委书记，1988年2月7日起兼党委书记） - 李振钧 武警少将（1990年6月－1995年9月） - 张世瑗 武警少将（1999年2月－2003年3月） - 郭铁男 武警少将（2003年3月－2003年11月） - 王铁民 武警少将（2003年11月－2010年12月） - 崔芝崑 武警少将（2010年12月－2015年12月） - 李乐民 武警少将（2015年12月－2018年9月6日） 中国人民武装警察部队学院副政治委员 - 潘澄（1983年7月－1985年7月12日，拟任；1985年7月12日－1987年9月5日） - 何兆祥（1983年11月－1985年7月12日，拟任） - 刘子威（1985年7月12日－1987年9月5日） - 李振钧（1988年1月4日－？） ...... - 刘金增 武警少将（？—2016年） - 王庆年 武警少将（2016年－2018年9月6日） |

| 中国人民武装警察部队学院训练部部长 - 穆赫（1983年11月－1984年4月29日，拟任；1984年4月29日－1987年9月6日离职休养，1985年7月12日起为副院长兼） - 刘良顺（1988年12月21日－？） ...... - 董希琳 武警大校（？—2016年） - 张平 武警大校（2016年－2018年9月6日） | 中国人民武装警察部队学院政治部主任 - 何兆祥（1983年11月－1985年7月12日，拟任） - 刘子威（1985年7月12日－1987年9月5日，副政治委员兼） - 王义成（1988年12月21日－？） ...... - 张立勋 武警大校（2016年－2018年9月6日） |

| 中国人民武装警察部队学院院务部部长 - 李砚田（1983年－1984年4月29日，拟任；1984年4月29日－1986年9月20日离职休养） - 姜道章（1988年12月21日－？） 中国人民武装警察部队学院院务部政治委员 - 莫继承（1988年12月21日－？） | 中国人民武装警察部队学院科研部部长 |

| 中国人民武装警察部队学院纪检审计室主任 ...... - 王桂仁（2016年－2018年9月6日） | 中国人民武装警察部队学院纪律检查委员会书记 - 潘澄（1986年4月25日－1988年11月8日离职休养） - 李振钧（1989年2月3日－？） |

### 警察大学时期
| 中国人民警察大学党委书记 - 牟玉昌 副总警监（2019年10月12日－2024年9月8日，副部长级） - 张立勋 副总警监（2024年9月8日－，副部长级） 中国人民警察大学校长 - 马金旗 副总警监（2018年9月6日－2024年9月8日，副部长级） - 吴立志 副总警监（2024年9月8日－，副部长级） 中国人民警察大学党委副书记 - 马金旗 副总警监（2019年10月12日－，副部长级） - 房凌春 一级警监（2019年10月12日－） 中国人民警察大学副校长 - 董希琳 一级警监（2018年9月6日－？） - 刘金增 一级警监（2018年9月6日－？） - 张平 一级警监（2019年10月12日－） - 张立勋 一级警监（2019年10月12日－－2024年9月8日） | 中国人民警察大学政治委员 - 李乐民 一级警监（2018年9月6日－？） 中国人民警察大学副政治委员 - 王庆年 一级警监（2018年9月6日－？） |

中国人民警察大学纪律检查委员会书记
- 房凌春 一级警监（2019年10月12日－）[11]

## 中国维和警察培训中心
2000年8月，中国维和警察培训中心在该学院成立，承担中国维和警察培训任务，按照联合国培训大纲进行培训。公安部常备维和警队2016年6月正式组建完毕后，也在该中心接受培训。